# Gilpin megye
Gilpin megye az Amerikai Egyesült Államokban, azon belül Colorado államban található. Megyeszékhelye és legnagyobb városa Central City. Lakosainak száma 5808 fő (2020. április 1.). Gilpin megye Boulder, Clear Creek, Jefferson és Grand megyékkel határos.

## Népesség
A megye népességének változása:
| Lakosok száma | 5468 | 5468 | 5497 | 5601 | 5828 | 5808 |
|               | 2010 | 2011 | 2012 | 2013 | 2015 | 2020 |